# Geolycosa hectoria
Geolycosa hectoria is een spinnensoort uit de familie van de wolfspinnen (Lycosidae).
De wetenschappelijke naam van de soort werd in 1900 als Lycosa hectoria gepubliceerd door Reginald Innes Pocock.